# Jane Sibbett
Jane Sibbett est une actrice américaine née le 28 novembre 1962 à Berkeley, Californie (États-Unis).
Elle est notamment connue pour avoir tenu le rôle de Carol, l'ex-femme lesbienne de Ross, dans Friends.

## Filmographie

### Cinéma
- 1990 : Visions en direct (Fear) : Newscaster
- 1991 : The Resurrected de Dan O'Bannon : Claire Ward
- 1995 : Papa, j'ai une maman pour toi (It Takes Two) : Clarice Kensington
- 1997 : Après la pluie... (Just in Time) : Brenda
- 1998 : The second arrival: l'invasion finale (The Second Arrival) : Bridget Riordan
- 1999 : Karate Kids (vidéo) : Fairy Princess
- 2002 : Chiens des neiges (Snow Dogs) : Nana (voix)
- 2004 : A One Time Thing : Casey Hill
- 2004 : A One Time Thing
- 2006 : Le Petit Monde de Charlotte (Charlotte's Web) de Gary Winick

### Télévision

#### Séries
- 1984 : Santa Barbara ("Santa Barbara") : Jane Wilson (1986-1987)
- 1988 : 21 Jump Street :  Louise Sumbertone (saison 3, épisode 12)
- 1989 : The Famous Teddy Z : Laurie Parr
- 1990 : Code Quantum : Diane Frost (saison 3, épisode 18)
- 1991 : Herman's Head : Heddy Newman
- 1994 - 2001 : Friends : Carole Geller/Willick
- 1995 : If Not for You : Melanie
- 1996 : Nick Freno: Licensed Teacher (en) : Dr. Katherine Emerson (1997-1998)
- 1997 : Une nounou d'enfer : Morgan Faulkner
- 2002 : Ally McBeal : Beth Herman (saison 5, épisode 15)

#### Téléfilms
- 1985 : Palmer, père et fils (Promises to Keep) : Libby
- 1986 : One Terrific Guy : Donna Cumberland
- 1988 : Going to the Chapel : Jude
- 1988 : Miracle at Beekman's Place : Alex Peterson
- 1997 : Dads : Melinda
- 1998 : La Nouvelle arche (Noah) : Angela
- 1999 : Quand les enfants s'en mêlent (Au Pair) : Vivian Berger
- 1999 : Coup de foudre postal (Sealed with a Kiss) : Christina Ethridge
- 2002 : Generation Gap
- 2005 : Buffalo Dreams : Blaine Townsend
- 2017 : Un Mariage sous la neige

## Voix françaises
- Dorothée Jemma dans :
  - Santa Barbara (1986-1987)
  - Une nounou d'enfer (1997)

- Marie-Martine Bisson dans :
  - Friends (1995-2001)
  - Sabrina, l'apprentie sorcière (2001)